# Djeca crnih očiju
Djeca crnih očiju, djeca s crnim očima ili crnooka djeca (eng. black-eyed children), urbana legenda o tobožnjim paranormalnim bićima blijede puti koja izgledaju poput djece i mladih u dobi između 6 i 16 godina i lutaju noću. Priča o fantomskoj djeci koja imaju potpuno crne oči, odnosno oči kod kojih je i bjeloočnica također crne boje kao i zjenica pojavila se 1996. godine u kolumni novinara Briana Bethela iz Abilaneu u Teksasu i ubrzo je postala medijski eksponirana, nakon čega su se pojavile priče o navodnim viđenjima takve tajanstvene djece, a događaji su bili vremenski smješteni prije, tijekom i nakon 1996. godine.
Ne postoji nikakva dokumentacija o svjedočanstvima viđenja djece crnih očiju, bilo istina ili lažna, što navodi na realnu pretpostavku kako se zapravo radi o tipičnoj urbanoj legendi koja se prenosi među ljudima. Tipična priča o susretu s djecom crnih očiju počinje tako da se djeca pojave i kucaju na vrata neke osobe ili obitelji, ili pred vratima automobila. Vlasnik doma nakon otvaranja vrata ne primjećuje odmah da djeca imaju u potpunosti crne oči, ali osjeća nekakvu nelagodu, jer djeca djeluju hladno i distancirano. Nakon toga djeca traže da ih se primi u kuću (ili vozaču da ih nekamo odbaci) i naglašavaju kako ne mogu ući ako nisu pozvani, poslije čega vlasnik doma primijeti njihove neobične oči i u strahu zatvori vrata pred njima ili se panično odveze autom.
Moguće objašnjenje priča o djeci crnih očiju uključuje ne samo osnovanu pretpostavku da se radi o izmišljenoj priči, odnosno urbanoj legendi, već postoji vjerojatnost da se u nekim slučajevima radilo i o prijevari, budući da se učinak potpuno crnih očiju može postići i uporabom posebnih kontaktnih leća.